# Silvia Viscardini
Silvia Viscardini, in arte Nair, poi Silvia Nair (Rovigo, 1981), è una cantante, musicista e compositrice italiana.

## Biografia

### Gli esordi
Dopo la laurea in giurisprudenza ha svolto la professione di notaio, successivamente abbandonata per dedicarsi alla musica, assumendo come nome d'arte il nome della madre egiziana Nair, che significa "luminosa". La prima esperienza artistica di Nair avviene nel 2000 in Belgio, quando la Epic Records Belgio la invita ad interpretare il brano Pie Jesu di A.L. Webber in duetto con Chris van Tongelen. Il brano diventa il singolo promozionale dell'album ‘Music from the heart’ di Tongelen. Nair viene quindi invitata ad un promo-tour in Belgio. Successivamente conosce il cantautore Lucio Quarantotto, che la presenta a Toni Verona, presidente di Ala Bianca, con cui stipula un contratto discografico ed editoriale. Nello stesso periodo incontra Michele Mondella, incaricato della comunicazione di Ala Bianca, che diventa il suo promotore musicale e Ernesto Olivero, fondatore del gruppo cattolico torinese Sermig. In occasione dell'alluvione a Torino dell'ottobre 2000, che colpisce l'area di Borgo Dora, Olivero conduce Nair a cantare tra la gente, impegnata a liberare dal fango case e negozi. Olivero affida poi alla voce di Nair il suo brano ‘Dio Tu Sei’, scritto su musiche di Mauro Tabasso e dedicato a Papa Giovanni Paolo II. Nair interpreta il brano in Vaticano il 22 dicembre 2000 nella Sala Nervi, in occasione del ‘Giubileo della Pace’ (trasmesso in diretta su RAI 3), alla presenza di Papa Giovanni Paolo II e di circa 10.000 persone.

### Concerti dal vivo
Nell'estate 2002 Nair partecipa al progetto artistico Musical Tonight, un excursus nel musical anglo-americano con brani di George Gershwin e Andrew Lloyd Webber,  con orchestra sinfonica o quintetto d'archi e con il pianista Carlo Guaitoli. Questa formazione viene inserita nel programma del festival marchigiano Il violino e la selce, diretto da Franco Battiato. Nair si esibisce poi con varie orchestre sinfoniche in Italia, Paesi Bassi, Belgio, Germania e Francia. Nell'ottobre 2002 è a Torino, in Piazza San Carlo, all'evento Il Mondiale Giovani per la Pace, dove interpreta brani del suo repertorio e di Olivero e Tabasso. Nel maggio 2003 viene invitata in Brasile, dove si esibisce a Brasilia, nel palazzo presidenziale, davanti al Presidente Lula e altre cariche istituzionali. Sempre nel 2003 viene invitata da Franco Battiato a partecipare al suo Tour 2003 con tappe all'Arena di Verona, allo Sferisterio di Macerata, al Castello Sforzesco ed altre località, dove esegue suoi brani inediti. In gennaio 2004 Nair canta nuovamente per Papa Giovanni Paolo II nella Sala Nervi del Vaticano. Esegue in anteprima brani tratti dall'opera Dal Basso della Terra a lui dedicata, scritta da Ernesto Olivero su musiche di Mauro Tabasso.

### Il primo album,Sunrise
Nel 2004 pubblica il suo primo album, Sunrise, con l'etichetta JVC Victor. Jim Bessman, editorialista di Billboard ne fa una recensione in cui scrive: "Album di debutto che evoca talune grandi cantanti femminili pop e classic come Céline Dion e Sarah Brightman, ma Nair fonda lei stessa un proprio genere musicale…". L'album comprende cover e brani inediti scritti da lei stessa. Le cover inserite sono un richiamo al repertorio dei suoi concerti. I brani inediti sono influenzati sia dalla tradizione musicale italiana, tipicamente melodica, che dal pop anglosassone. La produzione artistica è affidata a tre diversi produttori: il francese Charles Burgi e gli italiani Fio Zanotti e Leonardo Rosi, oltre alla stessa Nair, che produce il brano Sai di vita, che eseguirà nei suoi concerti accompagnandosi al pianoforte. Sunrise viene pubblicato nel mercato internazionale partendo dal Giappone e successivamente a Taiwan, Corea del Sud, Hong Kong, ed entra nelle classifiche ufficiali di vendita.  L'album è tra i più venduti in Corea del Sud e Taiwan nel settore "classic international". Il videoclip del singolo Shine on now entra in air play nella rete tv coreana KBS, mentre in Giappone escono varie compilation che includono brani tratti dall'album. Sunrise è successivamente pubblicato in Europa (Italia e Benelux), preceduto dalla programmazione radio del singolo Shine on now - you are a star. Il relativo videoclip (con regia di Gaetano Morbioli) viene trasmesso nelle reti TV musicali, oltre che dai TG Rai nazionali, compresa la rubrica Do Re Ciak Gulp! di Vincenzo Mollica. Il singolo Shine on now - you are a star è stato inserito nello spot televisivo dell'azienda Lines, in onda dal 2004 per tre anni sulle principali reti nazionali. Nel dicembre 2004 è invitata al XII Concerto Natale in Vaticano, alla presenza di Giovanni Paolo II, dove ha interpretato il brano Oh Holy Night, con orchestra diretta da Renato Serio (trasmesso in prima serata da Canale 5). Nel febbraio 2005 viene pubblicata l'opera Dal basso della terra, dedicata a Papa Giovanni Paolo II, scritta da Ernesto Olivero su musiche di Mauro Tabasso. Nel CD Nair interpreta i brani Pietà, Piena di grazie e Dio Tu Sei. Un'anteprima dell'opera viene eseguita all'Auditorium Rai di Torino con Nair voce solista e Salvatore Accardo direttore del coro e dell'orchestra. Nell'aprile 2006, accompagnata dall'orchestra e coro della Diocesi di Roma diretta da Marco Frisina, canta il Magnificat di Bach e l'Ave Maria di Bach-Gounod in Piazza San Pietro, alla presenza di Papa Benedetto XVI nell'evento Luce sul mio cammino – Il Papa incontra i Giovani, in diretta Rai 1. Nel giugno dello stesso anno partecipa allo Stadio Olimpico all'evento Vivere da campione, in memoria di Giovanni Paolo II. Nel 2006 è ospite del Musicultura Festival allo Sferisterio di Macerata, trasmesso da Radio Rai Uno e Rai 2. Accompagnandosi al pianoforte, interpreta il brano Sai di vita e, in duetto con Ron, Io sono Michelle dello stesso cantautore. Nell'agosto 2007, partecipa con Lucio Dalla all'evento La notte delle stelle alla Valle dei Templi di Agrigento, con i due artisti che cantano propri brani accompagnati dall'orchestra filarmonica di Palermo. Insieme canteranno anche La sera dei miracoli dello stesso Dalla. In settembre Nair riceve il Premio Città di Ercolano. Nel novembre 2007 è invitata a Shanghai e Pechino, al prestigioso Galà internazionale 2007, organizzato dalla Camera di Commercio Industria ed Artigianato (CCIAA) Italia-Cina. Negli anni 2008 e 2009 si esibisce in vari i concerti in Italia ed all'estero, come all'evento al teatro Ambra Jovinelli di Roma, con Massimo Ranieri e Alessandro Haber, presentato da Serena Dandini. Nel maggio 2010 è invitata in Giordania ad esibirsi alla presenza della famiglia reale. Partecipa a Madaba all'inaugurazione dell'Arsenale dell'Incontro fondato da Ernesto Olivero, alla presenza del Patriarca di Gerusalemme dei Latini, Fouad Twal. Nell'ottobre 2010 è a Los Angeles per la presentazione del suo nuovo album. Partecipa al Carousel of Hope Ball all'Hilton di Beverly Hills, assieme a Stevie Wonder, Quincy Jones, Jane Fonda, Tom Hanks, Halle Berry, Rod Stewart e Jennifer Lopez. Nel gennaio 2011 Nair partecipa a Montecitorio, assieme ad Andrea Bocelli, all'evento benefico Condividiamo il pane quotidiano, promosso da Ernesto Olivero.

### Il secondo album,Ithaca
Ad aprile 2011 esce in Italia il secondo album di Nair: Itacha.  Dodici brani inediti di cui Nair ha composto le musiche e scritto i testi in lingua italiana, suonato le parti di pianoforte e realizzato gli arrangiamenti vocali. Produzione artistica ed arrangiamenti di Fio Zanotti. L'album viene realizzato in versione italiana ed inglese. La presentazione dell'album e le note di copertina sono affidate a Mark Worden, firma di Billboard/Usa, il quale condivide, anche per questa seconda opera, il giudizio del giornalista Jim Bessman, scrivendo:  “…la giusta definizione della voce e del mondo musicale di Nair (quattro ottave di voce penetrante ed ammaliante) l'ha fornita Jim Bessman… Nair fonda lei stessa un proprio speciale genere musicale”.  Prosegue: “…un album in cui emerge nitido uno stile unico, originale, potente e comunicativo…, elemento ricorrente è il pianoforte di Nair suonato con grande abilità, stile e gusto che caratterizzano l'intera opera…” . Ithaca è una metafora, ispirata all'omonima lirica del poeta greco Konstantinos Kavafis, sul senso della vita, intesa come viaggio verso una meta raggiungibile dopo lunghe peregrinazioni. Il filo conduttore dell'album è la vita nei suoi diversi aspetti: amore, passioni, senso del tempo, solitudine, interrogativi irrisolti, sogni, ricerca e scoperta di se stessi, umori ed inquietudini, bisogno di andare oltre. L'album ha presentazioni con showcase a Milano come al Teatro Franco Parenti e a Roma alla Sala Margana. Nair è invitata in diversi eventi Rai, come Nel nome del cuore, Premio Caruso, Premio Internazionale Ischia di Giornalismo, Un canto di pace, Se a casa di Paola, nei quali esegue il singolo Questa è la vita. Nel settembre 2011 le viene assegnato il Premio Montecarlo, quale ‘Rivelazione Artistica Internazionale’. Si esibisce poi a Roma, all'Auditorium della Conciliazione, nel concerto Refujees promosso dal Comune di Roma e al galà di apertura dei World Dance Games 2011 a Torino. Nel gennaio 2012 viene nuovamente invitata al Concerto dell'Epifania su Rai 1. A luglio è ospite del Premio Lunezia, dove si esibisce in brani di suo repertorio e le viene assegnato il premio con una "menzione speciale per il valore musical-letterario del suo album Ithaca". Contemporaneamente lavora alla scrittura e composizione dei brani per un nuovo album, con i compositori olandesi Peter Van Asten, Han Kooreneef, Michael La Grouw e Franck van der Heijden. Nel marzo 2013 si esibisce dal Duomo di Torino per l'Ostensione della Sacra Sindone, trasmesso in mondovisione da Rai 1. Nel 2014, è tra gli artisti solisti del progetto artistico Sinfonia Italiana, un viaggio tra i capolavori della storia musicale italiana da Claudio Monteverdi a Ennio Morricone sotto la direzione di Stefano Salvatori e la regia di Max Volpini. Nell'ottobre 2014 apre l'evento 4º Mondiale Giovani della Pace a Napoli in Piazza Plebiscito.

### Il terzo album,Luci e Ombre
Nel 2020 è stato pubblicato il suo terzo disco di inediti, intitolato Luci e Ombre, registrato tra Amsterdam ed Hilversum negli studi Wisseloord, con i produttori olandesi Michael La Grouw e Franck van der Heijden.

## Colonne sonore cinematografiche
- Questo è mio fratello, 2018, di Marco Leopardi[6]
- El Número Nueve - Gabriel Omar Batistuta, 2019, di Pablo Benedetti[7]
- Anja - Real Love Girl, 2020, di Paolo Martini e Pablo Benedetti[8][9]
- Bentornato papà, 2021, di Domenico Fortunato[10]

## Le collaborazioni con direttori ed orchestre
Nel decennio di attività artistica live, Nair si è esibita da sola voce-piano, con trio acustico, con quartetto d'archi e pianoforte e con Orchestre Sinfoniche dirette da direttori come: Salvatore Accardo, Karl Martin, Marco Boni, Hubert Stuppner, Romolo Gessi, Federico Mondelci, Giancarlo De Lorenzo, Rui Massena, Marco Boemi, Maurizio Dones, Stefano Salvatori, Leonardo Quadrini, Marco Frisina, Renato Serio. Tra le orchestre in tour ed eventi in Italia ed Europa: Bulgarian Symphony Orchestra, Noord Nederlands Orkest, Junge Philharmonie Salzburg, Orchestra Sinfonica di Sofia; Orchestra Filarmonica Marchigiana, Orchestra Filarmonica Italiana, Orchestra Sinfonica del Friuli Venezia Giulia, I Virtuosi italiani, Orchestra del Teatro Olimpico di Vicenza, Orchestra da Camera del Regio di Parma, Orchestra del Teatro Lirico di Trieste, Orchestra Sinfonica di Roma e del Lazio, Orchestra Sinfonica Haydn di Bolzano e Trento, Orchestra da Camera Italiana, Orchestra sinfonica siciliana, Orchestra e coro della Diocesi di Roma.

## Discografia

### Album in studio
- 2004 - Sunrise
- 2011 - Ithaca
- 2020 - Luci e ombre